# Wybory parlamentarne w Timorze Wschodnim w 2018 roku
Wybory parlamentarne w Timorze Wschodnim w 2018 roku odbyły się 12 maja. Były to piąte wybory parlamentarne zorganizowane w kraju po uzyskaniu niepodległości przez Timor Wschodni. Do zdobycia w wyborach było 65 mandatów w jednoizbowym parlamecie. Próg wyborczy wynosił 4%. Zwycięzcą wyborów została koalicja trzech ugrupowań politycznych występujących pod wspólną nazwą Sojusz na rzecz Zmiany i Postępu pod przywództwem pierwszego prezydenta w historii kraju Xanana Gusmão.

## Tło
W wyborach zorganizowanych w lipcu 2017 roku zwyciężył Rewolucyjny Front na rzecz Niepodległości Timoru Wschodniego, który utworzył koalicję z Partią Demokratyczną. Na czele lewicowego rządu mniejszościowego koalicji (30 miejsc na 65) stanął Mari Alkatiri, pierwszy premier niepodległego Timoru Wschodniego. W tym samym czasie 3 ugrupowania opozycyjne utworzyły koalicję i blokowały w parlamencie wprowadzenie jakichkolwiek reform. W wyniku obstrukcji parlamentarnej prezydent Francisco Guterres w styczniu 2018 r. rozwiązał parlament i zwołał kolejne wybory. 

## Wyniki
| Ugrupowanie                                                    | Głosy   | %    | Mandaty |
| -------------------------------------------------------------- | ------- | ---- | ------- |
| Sojusz na rzecz Zmiany i Postępu (CNRT, PLP, KHUNTO)           | 309 663 | 49,6 | 34      |
| FReTiLIn                                                       | 213 324 | 34,2 | 23      |
| Partia Demokratyczna                                           | 50 370  | 8,1  | 5       |
| Forum Demokratycznego Rozwoju (UDT, PUDD, PDN, Frenti-Mudança) | 34 301  | 5,5  | 3       |
| Pozostałe partie                                               | 16 867  | 2,6  | -       |
| Łącznie                                                        | 624 525 | 100% | 65      |